# واتارو يازاوا
واتارو يازاوا (باليابانية: 矢澤航؛ بالكانا: やざわ わたる) هو منافس ألعاب قوى ياباني، ولد في 2 يوليو 1991 في يوكوهاما في اليابان.

## وصلات خارجية
- واتارو يازاوا على موقع الاتحاد الدولي لألعاب القوى (الإنجليزية)
- واتارو يازاوا على موقع الرابطة اليابانية لاتحادات ألعاب القوى (اليابانية)
- واتارو يازاوا على موقع اللجنة الأولمبية الدولية (الإنجليزية)
- واتارو يازاوا على موقع أوليمبيديا (الإنجليزية)